# Nguồn lợi thủy sản
Nguồn lợi thủy sản là tài nguyên sinh vật trong vùng nước tự nhiên (ao, hồ, sông, ngòi, biển...), có giá trị kinh tế, khoa học để phát triển nghề khai thác thủy sản, bảo tồn và phát triển nguồn lợi thủy sản.
Hàng năm, ở các quốc gia, vùng lãnh thổ, ngư dân cùng chính quyền địa phương, các tổ chức có các hoạt động tái tạo nguồn lợi thủy sản nhằm phục hồi, gia tăng nguồn lợi thủy sản.

## Bài liên quan
- Khai thác thủy sản
- Nuôi trồng thủy sản